# バトニ
バトニ（グルジア語: ბატონი、グルジア語ラテン翻字: batoni）は、ジョージア語で「領主」や「主人」を意味する用語である。同じような意味を持つ古い用語「パトロニ」（グルジア語: პატრონი、グルジア語ラテン翻字: patroni）から派生し、15世紀ごろから一般的に使われるようになった。
中世ジョージアの封建階層において、「バトニ」は最高位の宗主（すなわち君主）や領主、あるいはクマ（農奴や奴隷）を所有する平民や聖職者を意味する。「バトニ」は王族や貴族の称号の一部として登場することもある。例えばムフラニを領地としたムフラニ家の当主の称号はムフラン＝バトニ（グルジア語: მუხრან-ბატონი、グルジア語ラテン翻字: Mukhran-batoni）であった。カヘティ王国初期の王についても、いくつかの文献において「バトニ」の称号で言及されている。
現代においては、「バトニ」は男性に対して用いられる敬称であり、英語圏での「ミスター」や「サー」に相当する。女性に対する同等の敬称は「カルバトニ」（グルジア語: ქალბატონი、グルジア語ラテン翻字: kalbatoni）である。フルネームに対しても、姓に対しても名に対しても使用することができる。特定の人に直接呼びかける場合は、呼格で「バトノ」（グルジア語: ბატონო、グルジア語ラテン翻字: batono）あるいは「カルバトノ」（グルジア語: ქალბატონო、グルジア語ラテン翻字: kalbatono）として使われ、通常は一般的に名の前、あるいは姓の前に置かれる。例えばテイムラズさんに呼び掛ける場合は、「バトノ・テイムラズ」（グルジア語: ბატონო თეიმურაზ、グルジア語ラテン翻字: Batono Teimuraz）となる。直接呼びかける場合は、単独で使用することもできる。電話に出る時など、相手方が誰か分からない場合に「バトノ」と話しかけることもある。